# 誤転用
誤転用（ごてんよう、Catachresis, ギリシャ語：κατάχρησις）とは、文字通りの意味は「語の間違った使用」であるが、修辞技法としては、言語コミュニティの規範をあからさまに破って（普通意図的に）使用する技法である。（マラプロピズムも参照）
- they were severely decimated.（彼らはひどく多数を殺された）

この文では、正しくは「devastated（壊滅させられた）」とするところに「decimated」という語を誤転用している。

## 例
- 語の普通の意味から徹底的に離れた何かを表す語の使用。

'Tis deepest winter in Lord Timon's purse（タイモン卿の財布の中は深い冬だ） - ウィリアム・シェイクスピア『アテネのタイモン』（Timon of Athens）
- 誤転用はしないが実際の名称ではない何かを表す語の使用。

a table's leg（テーブルの足） - 現在では一般的に使われるようになった。
- 文脈から外れた語の使用。

Can't you hear that? Are you blind?（あれが聞こえたか？ 君は目が見えないのか?）
- パラドキシカルまたは矛盾する論理の使用。

- 非論理的な混喩（mixed metaphor）の創造。

誤転用は甚だしい感情や心神喪失を伝えるのによく使われ、とくにバロック文学やアバンギャルド文学では人気がある（あった）。